# Giovanni Correnti (politico)
Giovanni 'Gianni' Correnti (Novara, 8 giugno 1940 – Novara, 13 ottobre 2016) è stato un politico italiano.

## Biografia
Avvocato ed esponente novarese del Partito Comunista Italiano. Viene eletto senatore nel 1987, restando in carica per la X Legislatura. Dopo la svolta della Bolognina aderisce al PDS, con cui nel 1992 viene eletto alla Camera dei Deputati per la XI Legislatura, fino al 1994.
Successivamente è sindaco di Novara dal 1997 al 2001 per il centrosinistra.
Muore all'età di 76 anni nell'autunno del 2016.